# 斑點泉脂鯉
斑點泉脂鯉，為輻鰭魚綱脂鯉目脂鯉亞目頂器脂鯉科的其一種，分布於南美洲亞馬遜河、奧里諾科河及圭亞那沿岸淡水流域，體長可達5.7公分，棲息在底中層水域，具領域性，以昆蟲幼蟲、橈腳類等為食，生活習性不明，可作為觀賞魚。